# Шеловренац
Шеловренац (или Шелевренац) језеро је које се налази југозападно од Марадика, општина Инђија. Од Београда је удаљено 55 km. Настало је 1985. године преграђивањем истоименог потока браном дужине 260, а висине 12,6 метара. Просечна дубина језера износи 2 метра. Шеловренац има површину од око 55 хектара, а запремину од 3.000.000 кубних метара.